# Hugo Gaston
Hugo Gaston (n. 26 septembrie 2000) este un jucător francez de tenis. Cea mai bună clasare a sa la simplu în clasamentul ATP este locul 58 mondial, la 11 iulie 2022, iar la dublu locul 220, la 16 mai 2022. În 2018 a câștigat Australian Open pentru juniori la dublu împreună cu compatriotul său, Clément Tabur.